# تخلي جاق
تخلي جاق (بالفارسية: تخلی‌جاق) هي منطقة سكنية تقع في Charuymaq-e Jonubesharqi Rural District في إيران.